# Isochinolin
Isochinolin je dusíkatá heterocyklická aromatická sloučenina, strukturní izomer chinolinu – obě tyto sloučeniny patří mezi benzopyridiny, látky s molekulami složenými z benzenových kruhů napojených na pyridin. Jako isochinoliny se označují i deriváty tohoto „základního“ isochinolinu. 1-benzylovaný derivát je součástí některých alkaloidů, například papaverinu, kde isochinolinový kruh vzniká z aromatické aminokyseliny tyrosinu.

## Vlastnosti
Isochinolin je za teplot nad bodem tání bezbarvou, hygroskopickou a zapáchající kapalinou. Nečisté vzorky mohou být, jak je u dusíkatých heterocyklů obvyklé, zbarvené dohněda. Krystalická podoba je obtížně rozpustná ve vodě, ale dobře se rozpouští v ethanolu, acetonu, diethyletheru, sirouhlíku a dalších běžných organických rozpouštědlech. Ve zředěných kyselinách vytváří protonovanou formu.
Jako analog pyridinu je isochinolin slabou zásadou, pKa jeho konjugované kyseliny činí 5,14. Za přítomnosti silných kyselin, například HCl, je protonován a vytváří soli. Také vytváří adukty s Lewisovými kyselinami, jako je BF3.

## Výroba
Isochinolin byl poprvé získán v roce 1885, a to izolací z uhelného dehtu. Izolace byla provedena frakční krystalizací síranu. V roce 1914 byl nalezen rychlejší postup spočívající v selektivní extrakci z dehtu, kde se využila skutečnost, že isochinolin je silnější zásadou než chinolin; isochinolin tak lze izolovat lze směsi frakční krystalizací síranu.
Deriváty isochinolinu lze připravit řadou způsobů, ale pro samotný isochinolin jich je méně. Účinný postup představuje Pomeranzova–Fritschova reakce, kdy reaguje benzaldehyd s diethylacetalem aminoacetaldehydu v kyselém prostředí za vzniku isochinolinu. Je také možné použít benzylamin a acetal glyoxalu.
Deriváty isochinolinu se dají vytvořit i jinými postupy. V Bischlerově–Napieralského reakci je fenylethylamin acylován a cyklodehydratován Lewisovou kyselinou, například trichloridem fosforylu nebo oxidem fosforečným. Vzniklý 1-substituovaný 3,4-dihydroisochinolin se poté dehydrogenuje za přítomnosti palladia. Níže je zobrazena Bischlerova–Napieralského reakce vytvářející papaverin:
Obměnami Bischlerovy-Naperialského reakce jsou Pictetova–Gamsova a Pictetova–Spenglerova reakce. Pictetovy–Gamsovy reakce se od Bischlerových-Naperialského liší pouze přítomností hydroxylové skupiny na reaktantu, která umožňuje dehydrataci za stejných podmínek, za kterých probíhá cyklizace, aniž by byla potřeba další reakce převádějící dihydroisochinolin na výsledný produkt.
Při Pictetových–Spenglerových reakcích spolu kondenzují fenylethylamin a aldehyd za tvorby iminu, který je následně cyklizován na tetrahydroisochinolin namísto dihydroisochinolinu. Pictetovy-Spenglerovy reakce mohou probíhat i biologicky, přičemž jako katalyzátor působí enzym (S)-norkoklaurinsyntáza (EC 4.2.1.78):
Isochinoliny lze získat i vnitromolekulárními aza-Wittigovými reakcemi.

## Využití derivátů
Isochinoliny mají mnoho využití, například:
- anestetika, například dimethisochin:
- antihypertenziva, jako jsou chinapril a debrisochin (obě uvedené látky jsou odvozeny od 1,2,3,4-tetrahydroisochinolinu).
- antiretrovirotika, například sachinavir, obsahující isochinolylové funkční skupiny:
- vazodilatancia, jako je papaverin:

Sloučeniny obsahující bisbenzylisochinoliniové kationty se strukturou podobají tubokurarinu. V jejich molekulách se nachází dvě isochinoliniové jednotky, jež jsou propojeny uhlíkatými řetězci obsahujícími dvě esterové vazby.

## V lidském těle
Parkinsonovu nemoc pravděpodobně způsobují určité neurotoxiny; v roce 1980 byla zjištěna souvislost s touto nemocí u látky nazývané MPTP (1-methyl-4-fenyl-1,2,3,6-tetrahydropyridin), prekurzor kationtu MPP+. Aktivní neurotoxiny poškozují dopaminergní neurony, toto poškození vede k rozvoji Parkinsonovy nemoci; podobné neurochemické účinky mohou mít i některé další tetrahydroisochinoliny, přičemž mohou fungovat jako prekurzory i jako aktivní neurotoxiny.

## Ostatní použití
Isochinoliny se používají na výrobu barviv, insekticidů a fungicidů. Isochinolin je používán jako rozpouštědlo při extrakcích pryskyřic a terpenů a jako inhibitor koroze.